# Americus (Georgia)
Americus ist eine City und zudem der County Seat des Sumter County im US-Bundesstaat Georgia mit 16.230 Einwohnern (Stand: 2020).

## Geographie
Americus befindet sich etwa 200 km südlich von Atlanta.

## Geschichte
Americus wurde 1832 gegründet. Während des Sezessionskrieges befanden sich hier drei Lazarette für konföderierte Soldaten. Ein Großteil der heutigen Bausubstanz im Stadtkern stammt aus den 1880er Jahren. Americus war die erste Stadt in Georgia, in der eine elektrische Straßenbahn fuhr. Eine Zeit lang war es die achtgrößte Stadt im Bundesstaat, fiel dann aber im Vergleich zu anderen Städten zurück.

## Demographische Daten
Laut der Volkszählung von 2010 verteilten sich die damaligen 17.041 Einwohner auf 6481 bewohnte Haushalte, was einen Schnitt von 2,48 Personen pro Haushalt ergibt. Insgesamt bestehen 7135 Haushalte.
62,4 % der Haushalte waren Familienhaushalte (bestehend aus verheirateten Paaren mit oder ohne Nachkommen bzw. einem Elternteil mit Nachkomme) mit einer durchschnittlichen Größe von 3,14 Personen. In 35,8 % aller Haushalte lebten Kinder unter 18 Jahren sowie in 22,7 % aller Haushalte Personen mit mindestens 65 Jahren.
32,2 % der Bevölkerung waren jünger als 20 Jahre, 30,7 % waren 20 bis 39 Jahre alt, 21,0 % waren 40 bis 59 Jahre alt und 16,0 % waren mindestens 60 Jahre alt. Das mittlere Alter betrug 29 Jahre. 44,5 % der Bevölkerung waren männlich und 55,5 % weiblich.
30,6 % der Bevölkerung bezeichneten sich als Weiße, 63,5 % als Afroamerikaner, 0,3 % als Indianer und 1,8 % als Asian Americans. 2,6 % gaben die Angehörigkeit zu einer anderen Ethnie und 1,2 % zu mehreren Ethnien an. 4,6 % der Bevölkerung bestand aus Hispanics oder Latinos.
Das durchschnittliche Jahreseinkommen pro Haushalt lag bei 24.882 USD, dabei lebten 42,2 % der Bevölkerung unter der Armutsgrenze.

## Sehenswürdigkeiten
Folgende Objekte sind im National Register of Historic Places gelistet:
| - Americus Historic District - Ashby Street Shotgun Row Historic District - Campbell Chapel AME Church - Dismuke Storehouse - Guerry-Mitchell House - Liberty Hall | - Lustron House at 547 Oak Avenue - McBain, Newman, House - New Corinth Baptist Church - Teel-Crawford-Gaston Plantation - Third District A & M School--Georgia Southwestern College Historic District |

## Verkehr
Americus wird von den U.S. Highways 19 und 280 sowie von den Georgia State Routes 27, 30 und 49 durchquert. Der nächste Flughafen ist der Southwest Georgia Regional Airport (rund 60 km südlich).

## Bildung
Höhere Bildungsstätten:
- Georgia Southwestern State University
- South Georgia Technical College

High Schools:
- 2 öffentliche
- 1 private

Grundschulen:
- 5 öffentliche
- 1 private

Lake Blackshear Bücherei mit 280.000 Medien

## Kriminalität
Die Kriminalitätsrate lag im Jahr 2010 mit 772 Punkten (US-Durchschnitt: 266 Punkte) im hohen Bereich. Es gab eine Vergewaltigung, 36 Raubüberfälle, 234 Körperverletzungen, 471 Einbrüche, 666 Diebstähle und 39 Autodiebstähle.

## Söhne und Töchter der Stadt
- Duncan U. Fletcher (1859–1936), US-Senator
- Ruth Harrell (1900–1991), Psychologin
- Gene Gifford (1908–1970), Jazzgitarrist
- Griffin B. Bell (1918–2009), Jurist, Justizminister und Politiker
- Lonne Elder III (1927–1996), Theaterschauspieler, Dramatiker und Drehbuchautor